# Куминяно сул Навильо
Куминя̀но сул Навѝльо (на италиански: Cumignano sul Naviglio, на местен диалект: Cumignà, Кюминя) е село и община в Северна Италия, провинция Кремона, регион Ломбардия. Разположено е на 73 m надморска височина. Населението на общината е 451 души (към 2017 г.).